# Viktorovac
Viktorovac je gradska četvrt na južnom dijelu grada Siska. Nalazi se na blagom uzvišenju danas poznatom kao brdo Viktorovac, otprilike 25 m iznad visine centra grada. Dio je veće gradske četvrti poznate pod nazivom Novi Sisak. Viktorovac predstavlja uredno i mirno gradsko predgrađe koje se neprestano uređuje i obnavlja te je savršeno mjesto za obitelji željne blizine grada i mirnog stanovanja. Unutar grubih granica četvrti nalaze se Osnovna i Srednja škola "Viktorovac" te Metalurški fakultet koji je sastavnica Sveučilišta u Zagrebu, kao i vodotoranj koji opskrbljuje grad te znamenita park-šuma Viktorovac i Gradsko groblje Viktorovac.

## Zemljopisni smještaj
Viktorovac je smješten na jugu grada Siska u već spomenutoj gradskoj četvrti Novi Sisak.
Sjeverna strana četvrti, gdje se nalazi park-šuma i gradsko groblje, zapravo je malena udolina i predstavlja prirodnu granicu prema susjednom brežuljku koji je u narodu poznat kao Vinogradsko ili Bolničko brdo (na ovom brdu nalazi se sisačka Opća bolnica "dr. Ivo Pedišić"). U ovom dijelu Viktorovac se također dotiče s gradskom četvrti Zibel.
Istočnu stranu četvrti omeđuje desna obala Kupe koja izlazi iz centra grada. U ovom dijelu nalaze se zapušteni šivački pogoni i vojne zgrade izgrađene još za vremena Austro-Ugarske te Željeznički most koji povezuje državnu prugu na dionici između kolodvora Sisak i kolodvora Sisak – Caprag.
Južna strana četvrti nalazi se na blagoj padini te je omeđena gradskom četvrti Podjarak. Ovaj dio pretežito je stambeni prostor i odlikuje ga mnoštvo stambenih zgrada, kao i nekoliko dječjih te jedno sportsko igralište.
Zapadnu granicu četvrti čini ulica Josipa Jurja Strossmayera, koja je ujedno i dio važne državne i županijske prometnice. Ta ulica čini neslužbenu granicu između Viktorovca i gradske četvrti Brzaj, iako se uzima u obzir i argument da Brzaj čine i kuće koje se nalaze s viktorovačke strane ove ulice.
Viktorovac, s gradskim četvrtima Zibel, Bolničko brdo te Doktorsko naselje čini jezgru Novog Siska. Ova naselja nalaze se na četiri blage uzvisine (brežuljka) koje su gotovo neprimjetno odvojene i nalaze se vrlo blizu jedna drugoj te su stoga ove četvrti i njihovi stanovnici izrazito usko povezani.

## Ime
Viktorovac je dobio ime po gospodinu Viktoru Schröderu, domobranskom časniku koji je 1901. godine, po uzoru na zagrebački park Maksimir, odlučio za građanstvo urediti "...šumu duž puta koji je od Lađarske ulice kod vojne bolnice vodio prema streljani." Ovaj potez naišao je na izrazito pozitivne kritike i poticaje od strane cjelokupnog građanstva. Park-šuma je do danas ostala omiljeno šetalište Siščana izvan samog centra grada, a po gospodinu Viktoru ovaj je dio grada u narodu ostao poznat kao "Viktorovo brdo", ili jednostavnije, Viktorovac.

## Povijest
O povijesti ove gradske četvrti prije modernih vremena ne može se sa sigurnošću govoriti zbog nedovoljnih arheoloških istraživanja, ali se sumnja da su na ovom području još od davnih vremena postojale, bilo privremene, bilo stalne nastambe.
Ono što sa sigurnošću znamo jest da je brdo u vrijeme uređivanja park-šume već bilo prilično naseljeno. Tijekom Drugog svjetskog rata na području četvrti nalazili su se nacistički kampovi i logor, na mjestu kojeg se danas nalazi spomen-park Diane Budisavljević, žene koja je nesebično pomagala zatočenoj djeci.
Nakon rata ponovno se uređuje park-šuma i modernizira i ubrzano gradi ostatak kvarta koji je uništen u ratu. Gradi se i nekoliko atomskih skloništa unutar zgrada i jedno na livadi u centralnom dijelu četvrti. Centralna cesta koja prolazi kroz naselje dobiva ime Aleja narodnih heroja te se uz nju postavljaju biste narodnih heroja Jugoslavije. Iako su biste nakon Domovinskog rata uklonjene, cesta je zadržala svoj naziv sve do danas.

## Veze s okolnim četvrtima
Kao što je već spomenuto, Viktorovac je usko povezan s okolnim gradskim četvrtima Zibel, Brzaj, i Podjarak, kao i s Capragom, Naseljem i ostalima. Generacije djece ovih četvrti odrastale su zajedno u prijateljstvu i dobronamjernom nadmetanju između svojih "kvartova". I dan danas ove četvrti nastavljaju živjeti u suživotu i izvrsno se nadopunjuju. Iznimno je jaka veza sa susjednim Zibelom, kao i s Podjarkom, što dokazuje i dugogodišnje postojanje i rad udruge za poboljšanje kvalitete življenja "Prijatelji Podjarka i Viktorovca".